# Prajadhipok
Phra Bat Somdet Phra Poramintharamaha Prajadhipok Phra Pok Klao Chao Yu Hua (tiếng Thái: พระบาทสมเด็จพระปรมินทรมหาประชาธิปกฯ พระปกเกล้าเจ้าอยู่หัว; 8 tháng 11 năm 1893 – 30 tháng 5 năm 1941), hay Rama VII, là quân chủ thứ bảy của vương triều Chakri tại Xiêm. Ông là vị quân chủ chuyên chế cuối cùng, cũng là vị quân chủ lập hiến đầu tiên của quốc gia. Triều đại của ông là một thời kỳ sóng gió tại Xiêm với các biến đổi to lớn về chính trị và xã hội trong cuộc cách mạng năm 1932. Ông là vị quân chủ duy nhất của Xiêm thoái vị cho đến nay.

## Cuộc sống ban đầu

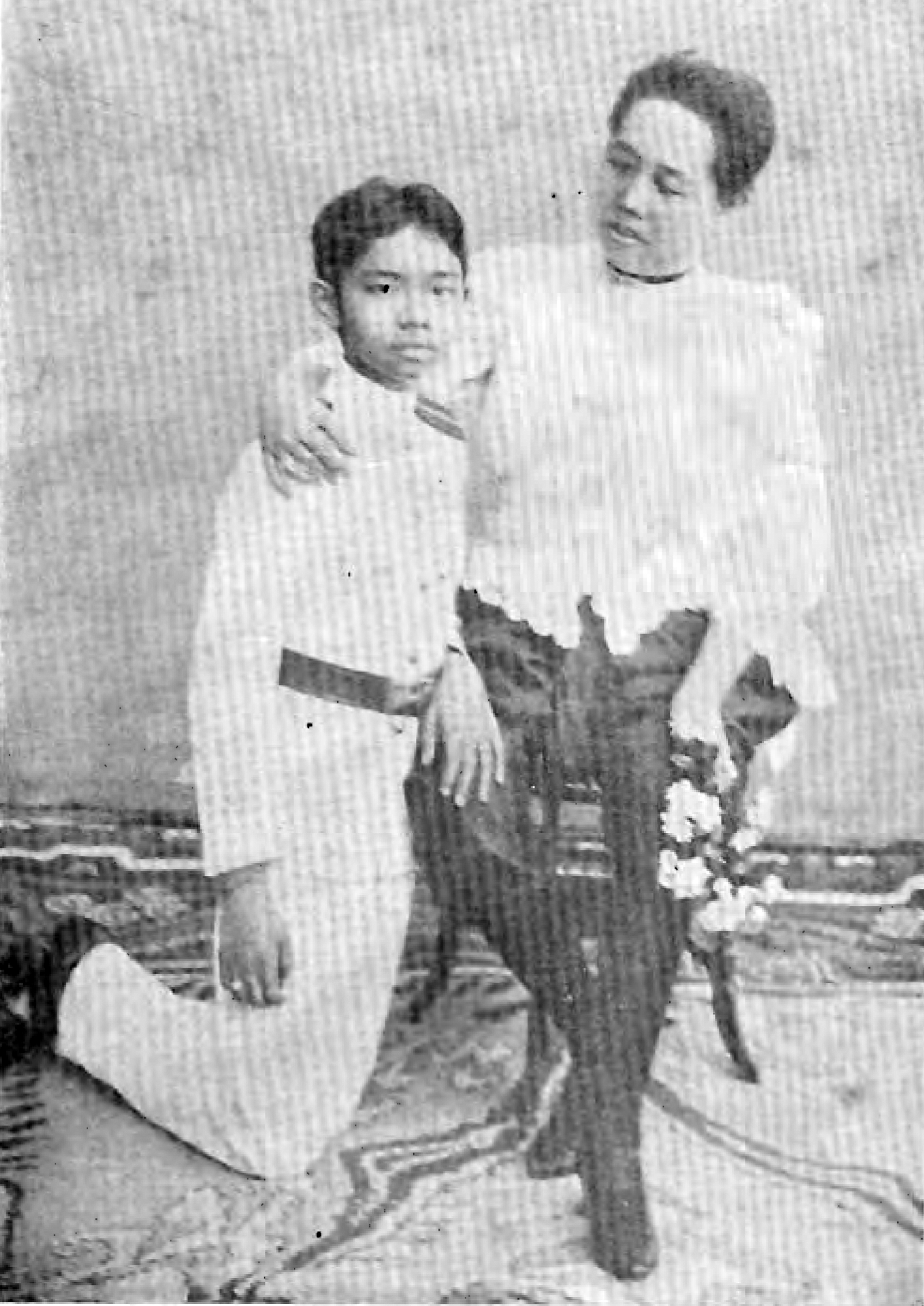
Prajadhipok lúc còn nhỏ và mẹ mình, Saovabha Bongsri

Somdet Chaofa Prajadhipok Sakdidej (tiếng Thái: สมเด็จเจ้าฟ้าประชาธิปกศักดิเดชน์) sinh ngày 8 tháng 11 năm 1893 tại Bangkok, Xiêm (tức Thái Lan ngày nay), là con của Quốc vương Chulalongkorn và Vương hậu Saovabha Bongsri. Vương tử Prajadhipok là út trong số chín người con giữa quốc vương và vương hậu, song là người con áp út trong tổng số 77 người con, là con trai thứ 33 và nhỏ nhất của Quốc vương Chulalongkorn.
Không chắc chắn có thể kế vị, Vương tử Prajadhipok lựa chọn theo nghiệp quân nhân. Giống như nhiều người con của phụ vương, ông được gửi ra ngoại quốc để học tập, đến Trường nội trú Eton vào năm 1906, sau đó là Học viện quân sự Woolwich và tốt nghiệp năm 1913. Ông nhận một nhiệm vụ tại Trung đoàn Royal Horse Artillery của Lục quân Anh Quốc đóng tại Aldershot. Năm 1910, Chulalongkorn qua đời, người kế vị là Thái tử Vajiravudh (cũng do Vương hậu Saovabha sinh), tức Quốc vương Rama VI. Vương tử Prajadhipok được phong sĩ quan trong cả Lục quân Anh Quốc và Lục quân Vương thất Xiêm. Do Chiến tranh thế giới thứ nhất bùng nổ và Xiêm tuyên bố trung lập, Quốc vương Vajiravudh lệnh cho Prajadhipok phải từ bỏ chức sĩ quan Anh Quốc và trở về Xiêm ngay lập tức, khiến Vương tử bối rối do ông muốn cùng những binh sĩ của mình phục vụ trên Mặt trận phía Tây. Khi về đến quê hương, Prajadhipok trở thành một quan chức quân đội cấp cao của Xiêm. Năm 1917, ông tạm thời xuất gia làm tu sĩ Phật giáo, theo tục lệ của toàn bộ nam giới tại Xiêm.
Vào tháng 8 năm 1918, Vương tử Prajadhipok kết hôn với người bạn từ thuở nhỏ, cũng là em họ là Mom Chao Rambhai Barni, một hậu duệ của Quốc vương (cũng là ông nội của Prajadhipok) và Vương phi Piam. Họ kết hôn tại Cung điện vương thất Bang Pa-In và được Quốc vương chúc phúc.
Sau khi chiến tranh tại châu Âu kết thúc, ông đến École Superieure de Guerre tại Pháp, rồi trở về Xiêm phục vụ trong quân đội Xiêm. Trong thời gian này, ông được ban thêm tước hiệu Krom Luang Sukhothai (Sukhothai vương). Prajadhipok sinh sống một cách khá yên tĩnh với vương phi tại dinh thự của họ là Cung điện Sukhothai, bên cạnh sông Chao Phraya, song họ không có con. Prajadhipok có thứ bậc kế vị tăng lên nhanh chóng do các anh trai của ông đều qua đời trong một thời kỳ tương đối ngắn ngủi. Năm 1925, Quốc vương Vajiravudh cũng qua đời ở tuổi 44, Prajadhipok trở thành quân chủ ở tuổi 32. Ông tiến hành nghi lễ tức vị quốc vương Xiêm vào ngày 25 tháng 2 năm 1926.

### Tôn hiệu
Khi là quân chủ, Prajadhipok được đề cập đến với tôn hiệu Phrabat Somdet Phra Pokklao Chao Yuhua (พระบาทสมเด็จพระปกเกล้าเจ้าอยู่หัว) và trong các tài liệu chính thức là Phrabat Somdet Phra Poraminthramaha Prajadhipok Phra Pokklao Chao Yuhua (พระบาทสมเด็จพระปรมินทรมหาประชาธิปก พระปกเกล้าเจ้าอยู่หัว). Người Thái hiện nay thường gọi ông là Ratchakan thi Chet (rức. 'Triều đại thứ bảy') hay thông tục hơn là, Phra Pok Klao (พระปกเกล้า).

## Quân chủ chuyên chế cuối cùng

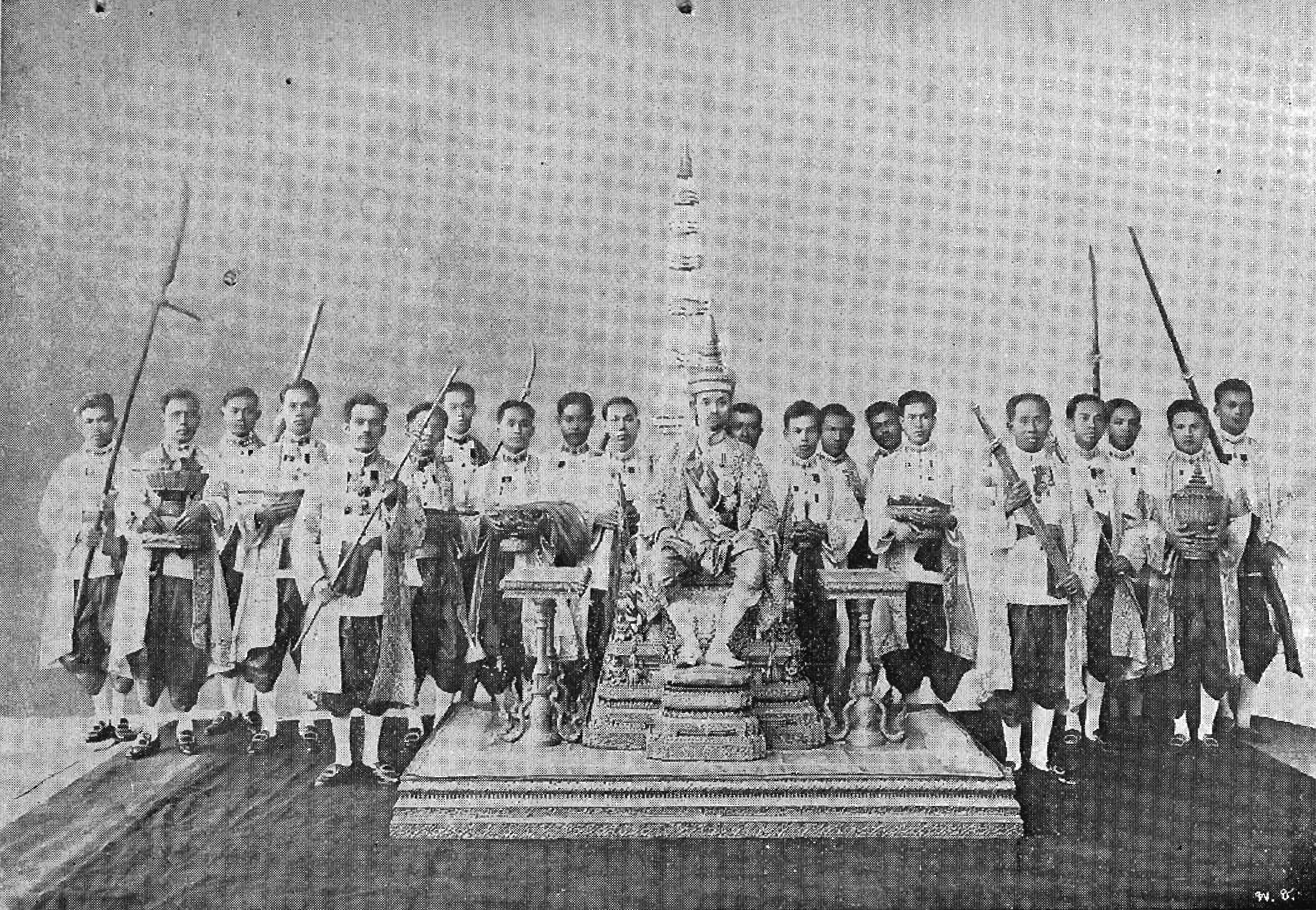
Prajadhipok trong ngày đăng cơ

Chưa chuẩn bị nhiều cho nhiệm vụ mới, song Prajadhipok là người thông minh, có tài ngoại giao với người khác, khiêm tốn và hiếu học. Tuy nhiên, ông phải kế thừa các vấn đề nghiêm trọng từ người tiền nhiệm, trong đó cấp bách nhất là vấn đề kinh tế. Quốc khố thâm hụt nặng nề, và tài chính của vương thất rất gay go, trong khi đó trên thế giới đang diễn ra Đại khủng hoảng.
Trong vòng nửa năm, chỉ ba trong số 12 bộ trưởng dưới thời Vajiravhud tiếp tục phụng sự tân quốc vương, những người còn lại bị thay thế bằng các thành viên trong vương thất. Mặc dù những người được bổ nhiệm có tài năng và kinh nghiệm, song điều này cũng là dấu hiệu của nền chính trị đầu sỏ vương thất. Quốc vương rõ ràng có ý thể hiện rằng muốn đoạn tuyệt với triều đại thứ sáu mất tín nhiệm, và sự lựa chọn nhân sự cho các vị trí cấp cao của ông thể hiện ước muốn khôi phục một chính phủ theo kiểu Chulalongkorn.
Trong khi tiến hành cải cách để khôi phục lòng tin đối với quân chủ và chính phủ, Prajadhipok trong hành động gần như là đầu tiên trên địa vị quốc vương, đã công bố thiết lập Hội đồng Tối cao Nhà nước Xiêm. Hội đồng cơ mật này được hình thành từ một số thành viên có kinh nghiệm và rất có thẩm quyền của vương thất, bao gồm nguyên Bộ trưởng Nội vụ (và là cánh tay phải của Quốc vương Chulalongkorn), Vương tử Damrong Rajanubhab. Các vương tử này dần củng cố quyền lực cho bản thân, giữ độc quyền toàn bộ các vị trí bộ trưởng chủ yếu và bổ nhiệm con hoặc em vào các chức vụ hành chính và quân sự. Nhiều người trong số họ cảm thấy đó là nhiệm vụ mà họ phải thực hiện để sửa đổi những sai lầm của triều đại trước, song các hành động của họ nói chung không được đánh giá cao, do chính phủ thất bại trong việc truyền đạt với công chúng về mục đich của các chính sách mà họ theo đuổi là nhằm khắc phục phung phí tài chính dưới thời Vajiravhud.
Không giống như người tiền nhiệm, Prajadhipok cần mẫn đọc hầu như toàn bộ các văn thư quốc gia, từ những đệ trình của bộ trưởng cho đến thỉnh cầu của thần dân. Quốc vương tiếp nhận bình luận và gợi ý từ một loạt các chuyên gia và nghiên cứu chúng một cách cẩn thận, lưu ý đến những điểm tốt trong mỗi đệ trình, song khi có sẵn nhiều lựa chọn khác nhau thì ông hiếm khi có thể chọn ra một và loại bỏ những phương án khác. Ông cũng thường dựa vào Hội đồng Tối cao để có thể đưa ra hướng giải quyết cụ thể.
Năm 1932, quốc gia đắm chìm trong đình trệ, Hội đồng Tối cao lựa chọn cách tiền hành cắt giảm chi tiêu công, bảng lương dân sự, ngân sách quân sự. Quốc vương đã nhìn thấy trước rằng các chính sách có thể gây nên bất mãn, đặc biệt là trong quân đội, và do đó ông đã triệu tập một cuộc họp đặc biệt gồm các quan chức để giải thích tại sao việc cắt giảm lại cần thiết. Trong bài nói chuyện, ông mở đầu:

Bản thân trẫm không biết gì về tài chính, và toàn bộ những gì Trẫm có thể làm là lắng nghe ý kiến của người khác và lựa chọn điều tốt nhất... Nếu Trẫm có sai sót, Trẫm thực đáng được người dân Xiêm thứ lỗi.

Nhiều người giải thích những lời của ông không phải là một lời kêu gọi thẳng thắn để thông cảm và hợp tác, mà là một dấu hiệu cho sự yếu kém của ông và chứng minh rằng hệ thống cai trị chuyên quyền có thể sai lầm nên bị thủ tiêu.
Quốc vương Prajadhipok chuyển sự chú ý sang vấn đề chính trị tương lai của Xiêm. Lấy cảm hứng từ Anh Quốc, Quốc vương muốn cho phép thường dân có tiếng nói trong các vấn đề của quốc gia bằng việc thiết lập một nghị viện. Một hiến pháp dự trù được lệnh soạn thảo, song các ước muốn của Quốc vương bị các cố vấn bác bỏ. Đứng đầu trong số họ là Vương tử Damrong và Francis B. Sayre, cố vấn của Xiêm trong các vấn đề đối ngoại, họ cảm thấy rằng cư dân Xiêm chưa chín chắn về chính trị và chưa sẵn sàng cho dân chủ - một kết luận mà những người sáng lập Đảng Nhân dân cũng chủ trương.

## Đảo chính năm 1932
Một nhóm nhỏ các binh sĩ và công chức bắt đầu bí mật lên kế hoạch lập nên một chính phủ lập hiến cho vương quốc. Các nỗ lực của họ lên đến cực điểm trong cuộc "cách mạng" gần như không đổ máu diễn ra vào sáng ngày 24 tháng 6 năm 1932 của những người tự xưng là Khana Ratsadon (Khana Ratsadorn - คณะราษฎร). Trong khi Prajadhipok đang ở tại Cung điện Klaikangworn xa tận Hua Hin, những người âm mưu kiểm soát được Ngự hội quán Ananda Samakhom tại Bangkok và bắt giữ một số quan chức chủ chốt (chủ yếu là các vương thân). Đảng Nhân dân yêu cầu Prajadhipok trở thành một vị quân chủ lập hiến và trao cho người dân Thái một hiến pháp. Quốc vương chấp thuận ngay lập tức, và hiến pháp "vĩnh viễn" đầu tiên được ban hành vào ngày 10 tháng 12.
Việc Prajadhipok trở về Bangkok vào ngày 26 tháng 6 xua tan các suy nghĩ rằng những người âm mưu có thể tuyên bố hình thành một nền cộng hòa. Sau đó, một trong những hành động đầu tiên của Quốc vương là tiếp đón những người lãnh đạo cuộc đảo chính trong một buổi hội kiến trọng thể. Khi những người này bước vào phòng, Quốc vương chào đón họ, trái với truyền thống Xiêm là các quân chủ vẫn ngồi khi thần dân cúi chào, Prajadhipok biết rằng hoàn cảnh nay đã thay đổi.

## Quân chủ lập hiến đầu tiên

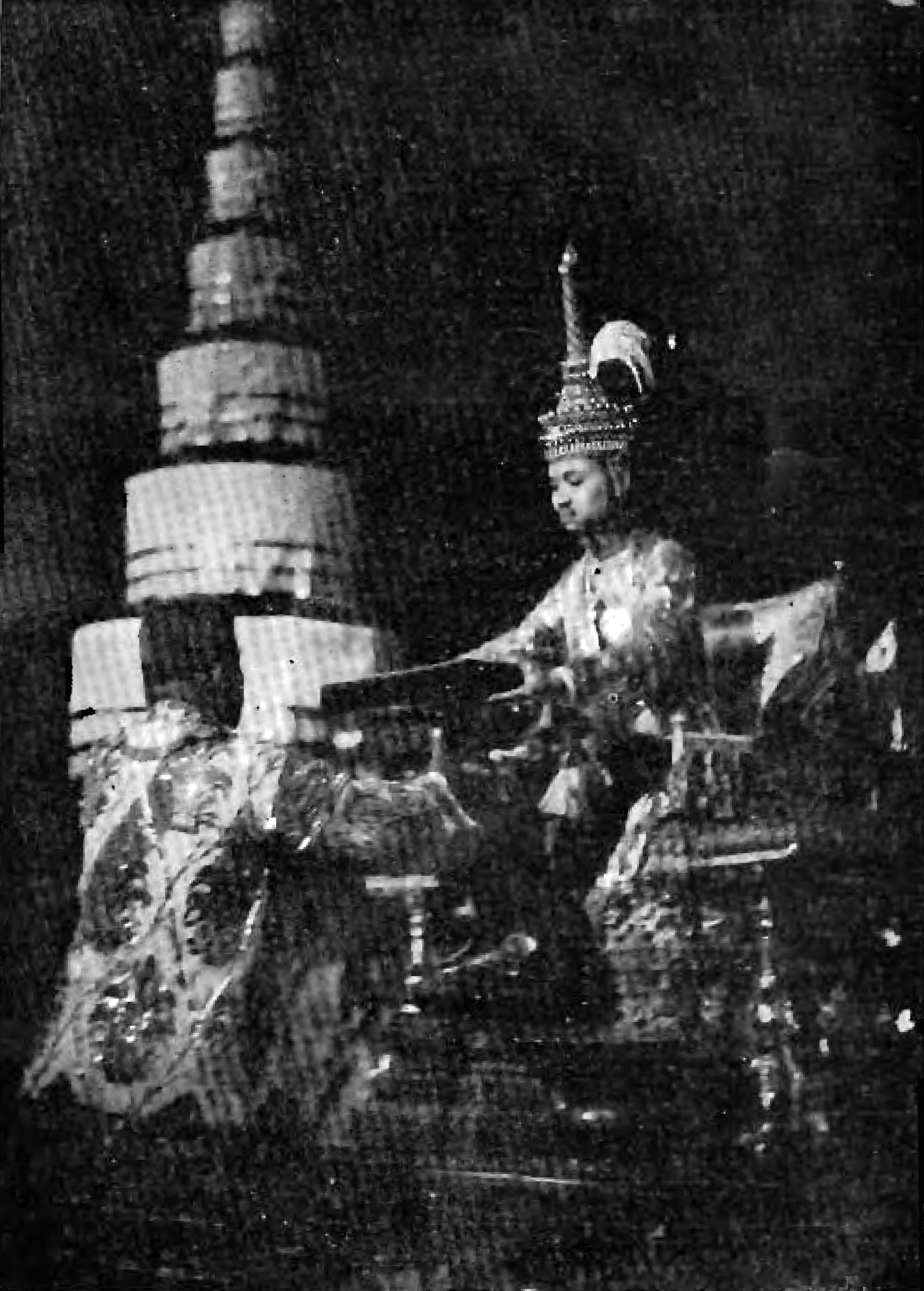
Quốc vương Prajadhipok ký Hiến pháp Vương quốc Xiêm năm 1932 vào ngày 10 tháng 12 năm 1932

Mối quan hệ giữa Quốc vương với Đảng Nhân dân nhanh chóng xấu đi, đặc biệt là sau khi lãng đạo Đảng Nhân dân là Phraya Phahol Phonphayuhasena lật đổ chức vụ Thủ tướng của Phraya Manopakorn Nititada.
Vào tháng 10 năm 1933, nguyên Bộ trưởng Quốc phòng-Vương thân Boworadej đã lãnh đạo một cuộc nổi dậy vũ trang chống lại chính phủ. Trong cuộc nổi dậy, Vương thân huy động một số đơn vị đồn trú ở các tỉnh và tiến về Bangkok, chiếm sân bay Don Muang. Vương thân Boworadej cáo buộc chính phủ bất kính với quân chủ và đề xướng chủ nghĩa cộng sản, yêu cầu các nhà lãnh đạo chính phủ phải từ chức. Boworadej hy vọng rằng các đơn vị đồn trú tại Bangkok sẽ ủng hộ mình, song các chỉ huy của họ quyết định vẫn trung thành với chính phủ. Hải quân Vương thất Thái Lan tuyên bố trung lập và rời đến các căn cứ ở phía nam. Sau khi xảy ra giao tranh ác liệt gần Don Muang, đội quân được trang bị kém của Boworadej bị đánh bại và Vương thân phải chạy sang lưu vong ở Đông Dương thuộc Pháp.
Không có bằng chứng cho thấy Prajadhipok có bất kỳ ủng hộ nào cho cuộc nổi dậy. Tuy thế, cuộc nổi dậy vẫn khiến thanh thế của Quốc vương bị suy giảm. Khi cuộc nổi dậy bắt đầu, Prajadhipok ngay lập tức thông báo với chính phủ rằng ông lấy làm tiếc về xung đột và nội loạn. Cặp đôi vương thất sau đó đi ẩn náu tại Songkhla, nằm ở cực nam đất nước. Sự rút lui của Quốc vương khỏi vấn đề bị Đảng Nhân dân xem là một thất bại trong việc thi hành bổn phận của ông. Do ông không hoàn toàn ủng hộ chính phủ, lòng tin của họ vào ông đã xói mòn.

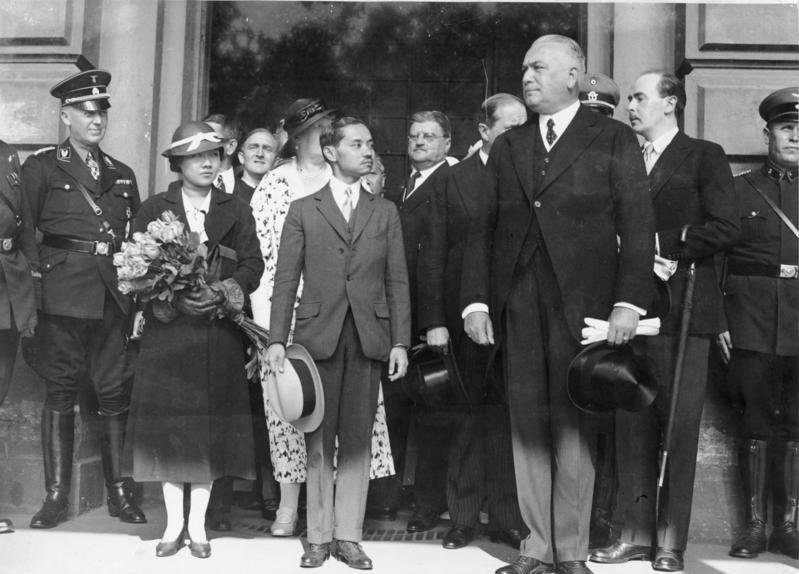
Quốc vương Prajadhipok và Vương hậu Rambhai Barni cùng với Konstantin von Neurath tại Đức, 1934.

Năm 1934, Nghị viện bỏ phiếu sửa đổi các bộ luật về hình sự dân sự và quân sự. Một trong những thay đổi được đề xuất là cho phép án tử hình được thi hành mà không cần Quốc vương phê chuẩn. Quốc vương phản đối, và trong hai lá thư gửi đến Nghị viện, ông trình bày rằng chấm dứt tập quán lâu đời sẽ khiến người dân nghĩ rằng chính phủ muốn có quyền ký lệnh tử hình để loại bỏ những đối thủ chính trị. Như một sự thỏa hiệp, ông đề nghị tổ chức trưng cầu dân ý về vấn đề này. Nhiều người trong Nghị viện tức giận, họ cảm thấy Quốc vương ngụ ý rằng Nghị viện không thực sự đại diện cho ý nguyện của nhân dân và tiến hành bỏ phiếu để tái khẳng định những thay đổi về luật hình sự.
Quan hệ với Đảng Nhân dân xấu đi trong một thời gian, Prajadhipok đi kinh lý châu Âu trước khi viếng thăm Anh để điều trị y tế. Ông tiếp tục trao đổi thư tín với chính phủ, tập trung vào các điều kiện để ông có thể tiếp tục phụng sự, cũng như giữ lại một số đặc quyền vương thất truyền thống, chẳng hạn như lệnh ân xá, ông muốn giảm thiểu tính chất ngày càng dân chủ của chế độ mới. Hiệp định đạt được trên vấn đề luật hình sự, song Prajadhipok cho biết ông không muốn trở về quê hương trước khi có sự đảm bảo nhất định đối với an toàn của bản thân, và hiến pháp được sửa đổi để Nghị viện trở thành một thể chế hoàn toàn được hình thành bầu cử. Chính phủ từ chối tuân theo, và vào ngày 14 tháng 10, Prajadhipok tuyên bố ý định sẽ thoái vị trừ khi yêu cầu của ông được đáp ứng.

## Thoái vị
Đảng Nhân dân bác bỏ tối hậu thư, và vào ngày 2 tháng 3 năm 1935, Prajadhipok thoái vị, thay thế là Ananda Mahidol. Prajadhipok đưa ra một tuyên bố ngắn gọn để chỉ trích chế độ. Là một nhà dân chủ duy tâm, cựu vương được cho là có lý do hợp lý để than phiền. Cho đến nay, Prajadhipok là vị quân chủ duy nhất từng thoái vị trong lịch sử Thái Lan.
Phản ứng đối với sự kiện Quốc vương thoái vị là im lặng, mọi người đều lo sợ những gì có thế xảy ra tiếp theo. Chính phủ kiềm chế trước tuyên bố thoái vị của Quốc vương do lo sợ sẽ kích động thêm tranh cãi. Những người phản đối chính quyền giữ im lặng vì họ cảm thấy bị đe dọa và bị Quốc vương bỏ rơi, trong khi Quốc vương là người duy nhất mà họ cho là có thể đứng lên khởi xướng. Nói theo cách khác, chế độ quân chủ chuyên chế bị Đảng Nhân dân thay thế, với quân đội thể hiện vai trò mờ nhạt là người phân xử quyền lực cuối cùng.

## Cuộc sống sau khi thoái vị

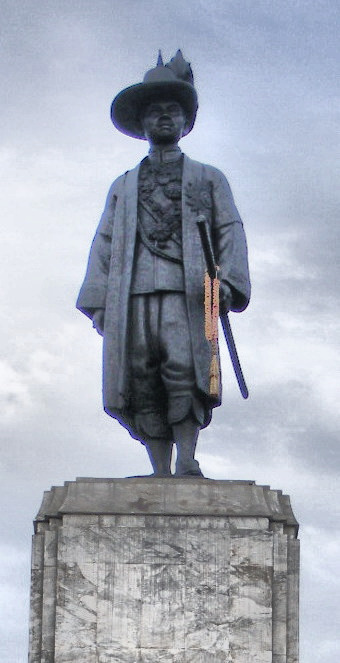
Một bức tượng Quốc vương tại Đại học Mở Sukhothai Thammathirat, Nonthaburi

Ông dành thời gian còn lại trong cuộc đời cùng Vương hậu Rambhai Barni tại Anh. Vào thời điểm thoái vị, cặp đôi sống tại Knowle House, Surrey, ngay bên ngoài Luân Đôn. Tuy nhiên, căn nhà này không thực sự phù hợp cho sức khỏe của ông, do vẫn ông chuyển đến Glen Pammant cũng tại Surrey, một căn nhà nhỏ hơn song có nhiều không gian hơn để đi dạo. Họ ở lại đây trong hai năm. Cặp đôi không có con cái, song nhận nuôi một cháu trai của một trong các em ruột của Quốc vương Chulalongkorn. Người con nuôi này là Vương tử Jirasakdi, sau đó trở thành một phi công trong Air Transport Auxiliary của Anh Quốc, song qua đời trong tai nạn máy bay vào năm 1942.
Sau đó họ chuyển đến Vane Court, ngôi nhà cổ nhất tại làng Biddenden ở Kent, có một cuộc sống thanh bình tại dây, làm vườn vào buổi sáng và viết tự truyện vào buổi chiều. Năm 1938, cặp đôi vương thất chuyển đến Compton House, tại làng Wentworth ở Virginia Water, Surrey.
Do Quân Đức oanh tạc Anh Quốc vào năm 1940, cặp đôi lại phải di chuyển, đầu tiên là đến một căn nhà nhỏ tại Devon, và sau đó là đến Lake Vyrnwy Hotel tại Powys, Wales, nơi cựu vương bị nhồi máu cơ tim. Cặp đôi trở về Compton House do ông bày tỏ muốn được lìa đời tại đó. Quốc vương Prajadhipok qua đời vì suy tim vào ngày 30 tháng 5 năm 1941.
Lễ hỏa táng được tổ chức tại Hỏa táng trường Golders Green ở Bắc Luân Đôn. Nó là một sự kiện đơn giản, chỉ với sự tham gia của Vương hậu Ramphai và một số người thân thiết. Vương hậu Ramphaiphanni ở tại Compton House thêm tám năm trước khi trở về Thái Lan vào năm 1949, mang theo tro hỏa táng của Quốc vương.
Cuốn tự truyện của ông chỉ mới được viết đến phần năm 25 tuổi.

## Danh hiệu
- 8 tháng 11 năm 1893 – 4 tháng 3 năm 1905: Somdet Phra Chao Luk Ya Thoe Chaofa Prajadhipok Sakdidej (สมเด็จพระเจ้าลูกยาเธอ เจ้าฟ้าประชาธิปกศักดิเดชน์, "Hoàng tử Prajadhipok Sakdidej")
- 4 tháng 3 năm 1905 – 23 tháng 10 năm 1910: Somdet Phra Chao Luk Ya Thoe Chaofa Prajadhipok Sakdidej Krom Khun Sukhothai Thammaracha (สมเด็จพระเจ้าลูกยาเธอ เจ้าฟ้าประชาธิปกศักดิเดชน์ กรมขุนศุโขไทยธรรมราชา, "Hoàng tử Prajadhipok Sakdidej, Hoàng tử của Sukhothai")
- 23 tháng 10 năm 1910 – 26 tháng 11 năm 1925: Somdet Phra Chao Nong Ya Thoe Chaofa Prajadhipok Sakdidej Krom Khun Sukhothai Thammaracha (สมเด็จพระเจ้าน้องยาเธอ เจ้าฟ้าประชาธิปกศักดิเดชน์ กรมขุนศุโขไทยธรรมราชา, "Hoàng đệ Prajadhipok Sakdidej, Hoàng tử của Sukhothai")
- 26 tháng 11 năm 1925 – 25 tháng 2 năm 1926: Somdet Phra Chao Yu Hua Chaofa Prajadhipok Sakdidej Krom Luang Sukhothai Thammaracha (สมเด็จพระเจ้าอยู่หัว เจ้าฟ้าประชาธิปกศักดิเดชน์ กรมหลวงสุโขทัยธรรมราชา, "vua Prajadhipok Sakdidej, Hoàng tử của Sukhothai")
- 25 tháng 2 năm 1926 – 2 tháng 3 năm 1935: Phra Bat Somdet Phra Poramintharamaha Prajadhipok Phra Pok Klao Chao Yu Hua (พระบาทสมเด็จพระปรมินทรมหาประชาธิปก พระปกเกล้าเจ้าอยู่หัว "vua Prajadhipok")
- 2 tháng 3 năm 1935 – 30 tháng 5 năm 1941: Somdet Phra Boromma Racha Pitula Chaofa Prajadhipok Sakdidej Krom Luang Sukhothai Thammaracha Somdet Phra Chao Yu Hua Ratchakan thi Chet (สมเด็จพระบรมราชปิตุลา เจ้าฟ้าประชาธิปกศักดิเดชน์ กรมหลวงสุโขทัยธรรมราชา สมเด็จพระเจ้าอยู่หัวรัชกาลที่ 7, "Hoàng thúc Prajadhipok Sakdidej, Hoàng tử của Sukhothai, vua Rama VII")
- 24 tháng 5 năm 1949 – nay (danh hiệu di cảo): Phra Bat Somdet Phra Poramintharamaha Prajadhipok Phra Pok Klao Chao Yu Hua (พระบาทสมเด็จพระปรมินทรมหาประชาธิปก พระปกเกล้าเจ้าอยู่หัว, "vua Prajadhipok")

## Tổ tiên
| \| \| \| \| \| \| \| \| \| \| \| \| \| \| \| \| \| \| \| \| 16. (=24.) Buddha Yodfa Chulaloke (Rama I) \| \| \| \| \| \| \| \| \| \| \| \| \| \| \| \| \| \| \| \| \| \| \| \| \| \| \| \| \| \| \| \| \| \| \| \| \| \| \| \| \| \| \| \| \| \| \| \| \| \| \| \| \| \| 8. (=12.) Buddha Loetla Nabhalai (Rama II) \| \| \| \| \| \| \| \| \| \| \| \| \| \| \| \| \| \| \| \| \| \| \| \| \| \| \| \| \| \| \| \| \| \| \| \| \| \| \| \| \| \| \| \| \| \| \| \| \| \| \| \| \| \| 17. (=25.) Amarindra \| \| \| \| \| \| \| \| \| \| \| \| \| \| \| \| \| \| \| \| \| \| \| \| \| \| \| \| \| \| \| \| \| \| \| \| \| \| \| \| \| \| \| \| \| \| \| \| \| \| \| \| \| \| 4. (=6.) Mongkut (Rama IV) \| \| \| \| \| \| \| \| \| \| \| \| \| \| \| \| \| \| \| \| \| \| \| \| \| \| \| \| \| \| \| \| \| \| \| \| \| \| \| \| \| \| \| \| \| \| \| \| \| \| \| \| \| \| 18. (=26.) Ngoen Saetan \| \| \| \| \| \| \| \| \| \| \| \| \| \| \| \| \| \| \| \| \| \| \| \| \| \| \| \| \| \| \| \| \| \| \| \| \| \| \| \| \| \| \| \| \| \| \| \| \| \| \| \| \| \| 9. (=13.) Sri Suriyendra \| \| \| \| \| \| \| \| \| \| \| \| \| \| \| \| \| \| \| \| \| \| \| \| \| \| \| \| \| \| \| \| \| \| \| \| \| \| \| \| \| \| \| \| \| \| \| \| \| \| \| \| \| \| 19. (=27.) Kaew, Công chúa Sri Sudarak \| \| \| \| \| \| \| \| \| \| \| \| \| \| \| \| \| \| \| \| \| \| \| \| \| \| \| \| \| \| \| \| \| \| \| \| \| \| \| \| \| \| \| \| \| \| \| \| \| \| \| \| \| \| 2. Chulalongkorn (Rama V) \| \| \| \| \| \| \| \| \| \| \| \| \| \| \| \| \| \| \| \| \| \| \| \| \| \| \| \| \| \| \| \| \| \| \| \| \| \| \| \| \| \| \| \| \| \| \| \| \| \| \| \| \| \| 20. Nangklao (Rama III) \| \| \| \| \| \| \| \| \| \| \| \| \| \| \| \| \| \| \| \| \| \| \| \| \| \| \| \| \| \| \| \| \| \| \| \| \| \| \| \| \| \| \| \| \| \| \| \| \| \| \| \| \| \| 10. Siriwongse, Hoàng tử Matayaphitak \| \| \| \| \| \| \| \| \| \| \| \| \| \| \| \| \| \| \| \| \| \| \| \| \| \| \| \| \| \| \| \| \| \| \| \| \| \| \| \| \| \| \| \| \| \| \| \| \| \| \| \| \| \| 21. Sap \| \| \| \| \| \| \| \| \| \| \| \| \| \| \| \| \| \| \| \| \| \| \| \| \| \| \| \| \| \| \| \| \| \| \| \| \| \| \| \| \| \| \| \| \| \| \| \| \| \| \| \| \| \| 5. Debsirindra \| \| \| \| \| \| \| \| \| \| \| \| \| \| \| \| \| \| \| \| \| \| \| \| \| \| \| \| \| \| \| \| \| \| \| \| \| \| \| \| \| \| \| \| \| \| \| \| \| \| \| \| \| \| 22. But \| \| \| \| \| \| \| \| \| \| \| \| \| \| \| \| \| \| \| \| \| \| \| \| \| \| \| \| \| \| \| \| \| \| \| \| \| \| \| \| \| \| \| \| \| \| \| \| \| \| \| \| \| \| 11. Noi \| \| \| \| \| \| \| \| \| \| \| \| \| \| \| \| \| \| \| \| \| \| \| \| \| \| \| \| \| \| \| \| \| \| \| \| \| \| \| \| \| \| \| \| \| \| \| \| \| \| \| \| \| \| 23. Chaem \| \| \| \| \| \| \| \| \| \| \| \| \| \| \| \| \| \| \| \| \| \| \| \| \| \| \| \| \| \| \| \| \| \| \| \| \| \| \| \| \| \| \| \| \| \| \| \| \| \| \| \| \| \| 1. Prajadhipok (Rama VII) \| \| \| \| \| \| \| \| \| \| \| \| \| \| \| \| \| \| \| \| \| \| \| \| \| \| \| \| \| \| \| \| \| \| \| \| \| \| \| \| \| \| \| \| \| \| \| \| \| \| \| \| \| \| 24. (=16.) Buddha Yodfa Chulaloke (Rama I) \| \| \| \| \| \| \| \| \| \| \| \| \| \| \| \| \| \| \| \| \| \| \| \| \| \| \| \| \| \| \| \| \| \| \| \| \| \| \| \| \| \| \| \| \| \| \| \| \| \| \| \| \| \| 12. (=8.) Buddha Loetla Nabhalai (Rama II) \| \| \| \| \| \| \| \| \| \| \| \| \| \| \| \| \| \| \| \| \| \| \| \| \| \| \| \| \| \| \| \| \| \| \| \| \| \| \| \| \| \| \| \| \| \| \| \| \| \| \| \| \| \| 25. (=17.) Amarindra \| \| \| \| \| \| \| \| \| \| \| \| \| \| \| \| \| \| \| \| \| \| \| \| \| \| \| \| \| \| \| \| \| \| \| \| \| \| \| \| \| \| \| \| \| \| \| \| \| \| \| \| \| \| 6. (=4.) Mongkut (Rama IV) \| \| \| \| \| \| \| \| \| \| \| \| \| \| \| \| \| \| \| \| \| \| \| \| \| \| \| \| \| \| \| \| \| \| \| \| \| \| \| \| \| \| \| \| \| \| \| \| \| \| \| \| \| \| 26. (=18.) Ngoen Saetan \| \| \| \| \| \| \| \| \| \| \| \| \| \| \| \| \| \| \| \| \| \| \| \| \| \| \| \| \| \| \| \| \| \| \| \| \| \| \| \| \| \| \| \| \| \| \| \| \| \| \| \| \| \| 13. (=9.) Sri Suriyendra \| \| \| \| \| \| \| \| \| \| \| \| \| \| \| \| \| \| \| \| \| \| \| \| \| \| \| \| \| \| \| \| \| \| \| \| \| \| \| \| \| \| \| \| \| \| \| \| \| \| \| \| \| \| 27. (=19.) Kaew, Công chúa Sri Sudarak \| \| \| \| \| \| \| \| \| \| \| \| \| \| \| \| \| \| \| \| \| \| \| \| \| \| \| \| \| \| \| \| \| \| \| \| \| \| \| \| \| \| \| \| \| \| \| \| \| \| \| \| \| \| 3. Saovabha Phongsri \| \| \| \| \| \| \| \| \| \| \| \| \| \| \| \| \| \| \| \| \| \| \| \| \| \| \| \| \| \| \| \| \| \| \| \| \| \| \| \| \| \| \| \| \| \| \| \| \| \| \| \| \| \| 28. \| \| \| \| \| \| \| \| \| \| \| \| \| \| \| \| \| \| \| \| \| \| \| \| \| \| \| \| \| \| \| \| \| \| \| \| \| \| \| \| \| \| \| \| \| \| \| \| \| \| \| \| \| \| 14. Taeng Sucharitakul \| \| \| \| \| \| \| \| \| \| \| \| \| \| \| \| \| \| \| \| \| \| \| \| \| \| \| \| \| \| \| \| \| \| \| \| \| \| \| \| \| \| \| \| \| \| \| \| \| \| \| \| \| \| 29. \| \| \| \| \| \| \| \| \| \| \| \| \| \| \| \| \| \| \| \| \| \| \| \| \| \| \| \| \| \| \| \| \| \| \| \| \| \| \| \| \| \| \| \| \| \| \| \| \| \| \| \| \| \| 7. Piam Sucharitakul \| \| \| \| \| \| \| \| \| \| \| \| \| \| \| \| \| \| \| \| \| \| \| \| \| \| \| \| \| \| \| \| \| \| \| \| \| \| \| \| \| \| \| \| \| \| \| \| \| \| \| \| \| \| 30. \| \| \| \| \| \| \| \| \| \| \| \| \| \| \| \| \| \| \| \| \| \| \| \| \| \| \| \| \| \| \| \| \| \| \| \| \| \| \| \| \| \| \| \| \| \| \| \| \| \| \| \| \| \| 15. Nag Sucharitakul \| \| \| \| \| \| \| \| \| \| \| \| \| \| \| \| \| \| \| \| \| \| \| \| \| \| \| \| \| \| \| \| \| \| \| \| \| \| \| \| \| \| \| \| \| \| \| \| \| \| \| \| \| \| 31. \| \| \| \| \| \| \| \| \| \| \| \| \| \| \| \| \| \| \| \| \| \| \| \| \| \| \| \| \| \| \| \| \| \| \| \| \| \| \| \| \| \| \| \| \| \| \| \| \| \| \| \| |                                            |  |  |  |  |  |  |  |  |  |  |  |  |  |  |  |
| |                                            |  |  |  |  |  |  |  |  |  |  |  |  |  |  |  |
| | 16. (=24.) Buddha Yodfa Chulaloke (Rama I) |  |  |  |  |  |  |  |  |  |  |  |  |  |  |  |
| |                                            |  |  |  |  |  |  |  |  |  |  |  |  |  |  |  |
| |                                            |  |  |  |  |  |  |  |  |  |  |  |  |  |  |  |
| | 8. (=12.) Buddha Loetla Nabhalai (Rama II) |  |  |  |  |  |  |  |  |  |  |  |  |  |  |  |
| |                                            |  |  |  |  |  |  |  |  |  |  |  |  |  |  |  |
| |                                            |  |  |  |  |  |  |  |  |  |  |  |  |  |  |  |
| | 17. (=25.) Amarindra                       |  |  |  |  |  |  |  |  |  |  |  |  |  |  |  |
| |                                            |  |  |  |  |  |  |  |  |  |  |  |  |  |  |  |
| |                                            |  |  |  |  |  |  |  |  |  |  |  |  |  |  |  |
| | 4. (=6.) Mongkut (Rama IV)                 |  |  |  |  |  |  |  |  |  |  |  |  |  |  |  |
| |                                            |  |  |  |  |  |  |  |  |  |  |  |  |  |  |  |
| |                                            |  |  |  |  |  |  |  |  |  |  |  |  |  |  |  |
| | 18. (=26.) Ngoen Saetan                    |  |  |  |  |  |  |  |  |  |  |  |  |  |  |  |
| |                                            |  |  |  |  |  |  |  |  |  |  |  |  |  |  |  |
| |                                            |  |  |  |  |  |  |  |  |  |  |  |  |  |  |  |
| | 9. (=13.) Sri Suriyendra                   |  |  |  |  |  |  |  |  |  |  |  |  |  |  |  |
| |                                            |  |  |  |  |  |  |  |  |  |  |  |  |  |  |  |
| |                                            |  |  |  |  |  |  |  |  |  |  |  |  |  |  |  |
| | 19. (=27.) Kaew, Công chúa Sri Sudarak     |  |  |  |  |  |  |  |  |  |  |  |  |  |  |  |
| |                                            |  |  |  |  |  |  |  |  |  |  |  |  |  |  |  |
| |                                            |  |  |  |  |  |  |  |  |  |  |  |  |  |  |  |
| | 2. Chulalongkorn (Rama V)                  |  |  |  |  |  |  |  |  |  |  |  |  |  |  |  |
| |                                            |  |  |  |  |  |  |  |  |  |  |  |  |  |  |  |
| |                                            |  |  |  |  |  |  |  |  |  |  |  |  |  |  |  |
| | 20. Nangklao (Rama III)                    |  |  |  |  |  |  |  |  |  |  |  |  |  |  |  |
| |                                            |  |  |  |  |  |  |  |  |  |  |  |  |  |  |  |
| |                                            |  |  |  |  |  |  |  |  |  |  |  |  |  |  |  |
| | 10. Siriwongse, Hoàng tử Matayaphitak      |  |  |  |  |  |  |  |  |  |  |  |  |  |  |  |
| |                                            |  |  |  |  |  |  |  |  |  |  |  |  |  |  |  |
| |                                            |  |  |  |  |  |  |  |  |  |  |  |  |  |  |  |
| | 21. Sap                                    |  |  |  |  |  |  |  |  |  |  |  |  |  |  |  |
| |                                            |  |  |  |  |  |  |  |  |  |  |  |  |  |  |  |
| |                                            |  |  |  |  |  |  |  |  |  |  |  |  |  |  |  |
| | 5. Debsirindra                             |  |  |  |  |  |  |  |  |  |  |  |  |  |  |  |
| |                                            |  |  |  |  |  |  |  |  |  |  |  |  |  |  |  |
| |                                            |  |  |  |  |  |  |  |  |  |  |  |  |  |  |  |
| | 22. But                                    |  |  |  |  |  |  |  |  |  |  |  |  |  |  |  |
| |                                            |  |  |  |  |  |  |  |  |  |  |  |  |  |  |  |
| |                                            |  |  |  |  |  |  |  |  |  |  |  |  |  |  |  |
| | 11. Noi                                    |  |  |  |  |  |  |  |  |  |  |  |  |  |  |  |
| |                                            |  |  |  |  |  |  |  |  |  |  |  |  |  |  |  |
| |                                            |  |  |  |  |  |  |  |  |  |  |  |  |  |  |  |
| | 23. Chaem                                  |  |  |  |  |  |  |  |  |  |  |  |  |  |  |  |
| |                                            |  |  |  |  |  |  |  |  |  |  |  |  |  |  |  |
| |                                            |  |  |  |  |  |  |  |  |  |  |  |  |  |  |  |
| | 1. Prajadhipok (Rama VII)                  |  |  |  |  |  |  |  |  |  |  |  |  |  |  |  |
| |                                            |  |  |  |  |  |  |  |  |  |  |  |  |  |  |  |
| |                                            |  |  |  |  |  |  |  |  |  |  |  |  |  |  |  |
| | 24. (=16.) Buddha Yodfa Chulaloke (Rama I) |  |  |  |  |  |  |  |  |  |  |  |  |  |  |  |
| |                                            |  |  |  |  |  |  |  |  |  |  |  |  |  |  |  |
| |                                            |  |  |  |  |  |  |  |  |  |  |  |  |  |  |  |
| | 12. (=8.) Buddha Loetla Nabhalai (Rama II) |  |  |  |  |  |  |  |  |  |  |  |  |  |  |  |
| |                                            |  |  |  |  |  |  |  |  |  |  |  |  |  |  |  |
| |                                            |  |  |  |  |  |  |  |  |  |  |  |  |  |  |  |
| | 25. (=17.) Amarindra                       |  |  |  |  |  |  |  |  |  |  |  |  |  |  |  |
| |                                            |  |  |  |  |  |  |  |  |  |  |  |  |  |  |  |
| |                                            |  |  |  |  |  |  |  |  |  |  |  |  |  |  |  |
| | 6. (=4.) Mongkut (Rama IV)                 |  |  |  |  |  |  |  |  |  |  |  |  |  |  |  |
| |                                            |  |  |  |  |  |  |  |  |  |  |  |  |  |  |  |
| |                                            |  |  |  |  |  |  |  |  |  |  |  |  |  |  |  |
| | 26. (=18.) Ngoen Saetan                    |  |  |  |  |  |  |  |  |  |  |  |  |  |  |  |
| |                                            |  |  |  |  |  |  |  |  |  |  |  |  |  |  |  |
| |                                            |  |  |  |  |  |  |  |  |  |  |  |  |  |  |  |
| | 13. (=9.) Sri Suriyendra                   |  |  |  |  |  |  |  |  |  |  |  |  |  |  |  |
| |                                            |  |  |  |  |  |  |  |  |  |  |  |  |  |  |  |
| |                                            |  |  |  |  |  |  |  |  |  |  |  |  |  |  |  |
| | 27. (=19.) Kaew, Công chúa Sri Sudarak     |  |  |  |  |  |  |  |  |  |  |  |  |  |  |  |
| |                                            |  |  |  |  |  |  |  |  |  |  |  |  |  |  |  |
| |                                            |  |  |  |  |  |  |  |  |  |  |  |  |  |  |  |
| | 3. Saovabha Phongsri                       |  |  |  |  |  |  |  |  |  |  |  |  |  |  |  |
| |                                            |  |  |  |  |  |  |  |  |  |  |  |  |  |  |  |
| |                                            |  |  |  |  |  |  |  |  |  |  |  |  |  |  |  |
| | 28.                                        |  |  |  |  |  |  |  |  |  |  |  |  |  |  |  |
| |                                            |  |  |  |  |  |  |  |  |  |  |  |  |  |  |  |
| |                                            |  |  |  |  |  |  |  |  |  |  |  |  |  |  |  |
| | 14. Taeng Sucharitakul                     |  |  |  |  |  |  |  |  |  |  |  |  |  |  |  |
| |                                            |  |  |  |  |  |  |  |  |  |  |  |  |  |  |  |
| |                                            |  |  |  |  |  |  |  |  |  |  |  |  |  |  |  |
| | 29.                                        |  |  |  |  |  |  |  |  |  |  |  |  |  |  |  |
| |                                            |  |  |  |  |  |  |  |  |  |  |  |  |  |  |  |
| |                                            |  |  |  |  |  |  |  |  |  |  |  |  |  |  |  |
| | 7. Piam Sucharitakul                       |  |  |  |  |  |  |  |  |  |  |  |  |  |  |  |
| |                                            |  |  |  |  |  |  |  |  |  |  |  |  |  |  |  |
| |                                            |  |  |  |  |  |  |  |  |  |  |  |  |  |  |  |
| | 30.                                        |  |  |  |  |  |  |  |  |  |  |  |  |  |  |  |
| |                                            |  |  |  |  |  |  |  |  |  |  |  |  |  |  |  |
| |                                            |  |  |  |  |  |  |  |  |  |  |  |  |  |  |  |
| | 15. Nag Sucharitakul                       |  |  |  |  |  |  |  |  |  |  |  |  |  |  |  |
| |                                            |  |  |  |  |  |  |  |  |  |  |  |  |  |  |  |
| |                                            |  |  |  |  |  |  |  |  |  |  |  |  |  |  |  |
| | 31.                                        |  |  |  |  |  |  |  |  |  |  |  |  |  |  |  |
| |                                            |  |  |  |  |  |  |  |  |  |  |  |  |  |  |  |
| |                                            |  |  |  |  |  |  |  |  |  |  |  |  |  |  |  |